# دایانگ
دایانگ (به لاتین: Daying County) یک شهرستان در جمهوری خلق چین است که در سوینینگ واقع شده‌است.

## خصوصیات
دایانگ ۷۰۳ کیلومترمربع مساحت و ۵۲۰٬۰۰۰ نفر جمعیت دارد و ۳۰۵ متر بالاتر از سطح دریا واقع شده‌است.